# Culicoides tamaensis
Culicoides tamaensis är en tvåvingeart som beskrevs av Perruolo 2006. Culicoides tamaensis ingår i släktet Culicoides och familjen svidknott.
Artens utbredningsområde är Venezuela. Inga underarter finns listade i Catalogue of Life.